# Erdeven
Erdeven é uma comuna francesa na região administrativa da Bretanha, no departamento Morbihan. Estende-se por uma área de 30,55 km². Em 2010 a comuna tinha 3 844 habitantes (densidade: 125,8 hab./km²).